# Bašćina (Zagreb)
Bašćina je glasilo i stručni časopis Društva prijatelja glagoljice iz Zagreba. Izlazi od prosinca 1993. Objavljuje oglede, stručne i znanstvene članke, pretiske glagoljičnih tekstova i radove koji obrađuju problematiku glagoljice, crkvenoslavenskoga jezika, hrvatske glagoljičke kulture i baštine.
Glavni urednici časopisa bili su Vladimir Ćepulić, Biserka Draganić i Maca Tonković. Uredništvo glasila činili su i Vlatko Bilić, Josip Bratulić, Stjepan Damjanović, Mato Marčinko, Anica Nazor, Ivan Ferenčak, Narcisa Potežica, Eugen Divjak, Marijana Tomić, Julijana Vojković, Darko Žubrinić i ini.

## Vanjske poveznice
- Bašćina : glasilo Društva prijatelja glagoljice glagoljica.hr